# Rachid Solh
Rachid Solh (auch Raschid Solh; arabisch رشيد الصلح, DMG Rašīd aṣ-Ṣulḥ, * 22. Juni 1926; † 27. Juni 2014) war ein libanesischer Politiker und ehemaliger Ministerpräsident sowie Angehöriger einer der einflussreichsten sunnitisch-muslimischen Familien des Landes.

## Leben
Solh wurde erstmals im Jahre 1960 als Parlamentsabgeordneter von Beirut in die libanesische Nationalversammlung gewählt. Am 31. Oktober 1974 ernannte der damalige Präsident des Libanon, Suleiman Frangieh, Rachid Solh zum Ministerpräsidenten. Solh trat von seinem Amt am 15. Mai 1975 zurück, einige wenige Wochen nach dem Ausbruch des libanesischen Bürgerkriegeses.
Nach dem Ende des Krieges und der Resignierung der Regierung vom Omar Karami im Mai 1992 sah sich Präsident Élias Hrawi gezwungen, am 13. Mai eine neue Regierung unter Rachid Solh zu bilden und die ersten Parlamentswahlen seit dem Ende des Bürgerkrieges abzuhalten. Diese Wahlen wurden en masse von den wichtigsten christlichen politischen Parteien boykottiert, welche zum Wahlvorgang Betrug und Korruption vorwarfen; seine Amtszeit als Ministerpräsident dauerte nur fünf Monate (bis zum 31. Oktober 1992). 1996 trat Rachid Solh auch von der libanesischen Regierung und vom politischen Leben allgemein zurück.